# Związek Jemeński
Związek Jemeński (hebr.: התאחדות התימנים, Hita'akhdot HaTeimanim) – izraelska partia polityczna. założona w 1920 roku, rozwiązana w czasie kadencji trzeciego Knesetu.

## Historia
Jak sama nazwa wskazuje, Związek Jemeński był ugrupowaniem skupiającym i reprezentującym Żydów pochodzących z Jemenu. Partia została założona w 1920 roku i wzięła udział w pierwszych izraelskich wyborach w 1949 roku. Udało jej się przekroczyć próg wyborczy o tylko 53 głosy, co dało jej jedno miejsce w Knesecie. Obsadził je Zecharja Gluska.
Pomimo zwiększającej się liczby Żydów z Jemenu imigrujących do Izraela (m.in. za sprawą operacji „Magiczny Dywan”, podczas której w latach 1949−1950 wielu z nich przerzucono samolotami do Eretz Israel), partii nie udało się przyciągnąć większej liczby wyborców. W wyborach w 1951 roku ponownie udało jej się zapewnić sobie tylko jeden mandat parlamentarny, pomimo że tym razem próg wyborczy przekroczono o ponad tysiąc głosów. Miejsce w Knesecie uzyskał Szimon Garidi.
W czasie kadencji trzeciego Knesetu partia została wchłonięta przez Ogólnych Syjonistów. Garidi później wystąpił z tego ugrupowania i ponownie usiłował utworzyć niezależną frakcję parlamentarną o nazwie Związek Jemeński, ale jego próba nie została oficjalnie uznana przez przewodniczącego izby.
Partia wystartowała w wyborach w 1955 roku, ale nie udało jej się przekroczyć progu wyborczego.

## Politycy

### Poseł wpierwszym Knesecie
Poseł wybrany w wyborach w 1949: Zecharja Gluska

### Poseł wdrugim Knesecie
Poseł wybrany w wyborach w 1951: Szimon Garidi